# Kostel Nanebevzetí Panny Marie (Loučeň)
Římskokatolický farní kostel Nanebevzetí Panny Marie v Loučeni je barokní sakrální stavba. Od roku 1965 je spolu se zámkem, se kterým je propojen, chráněn jako kulturní památka.

## Historie

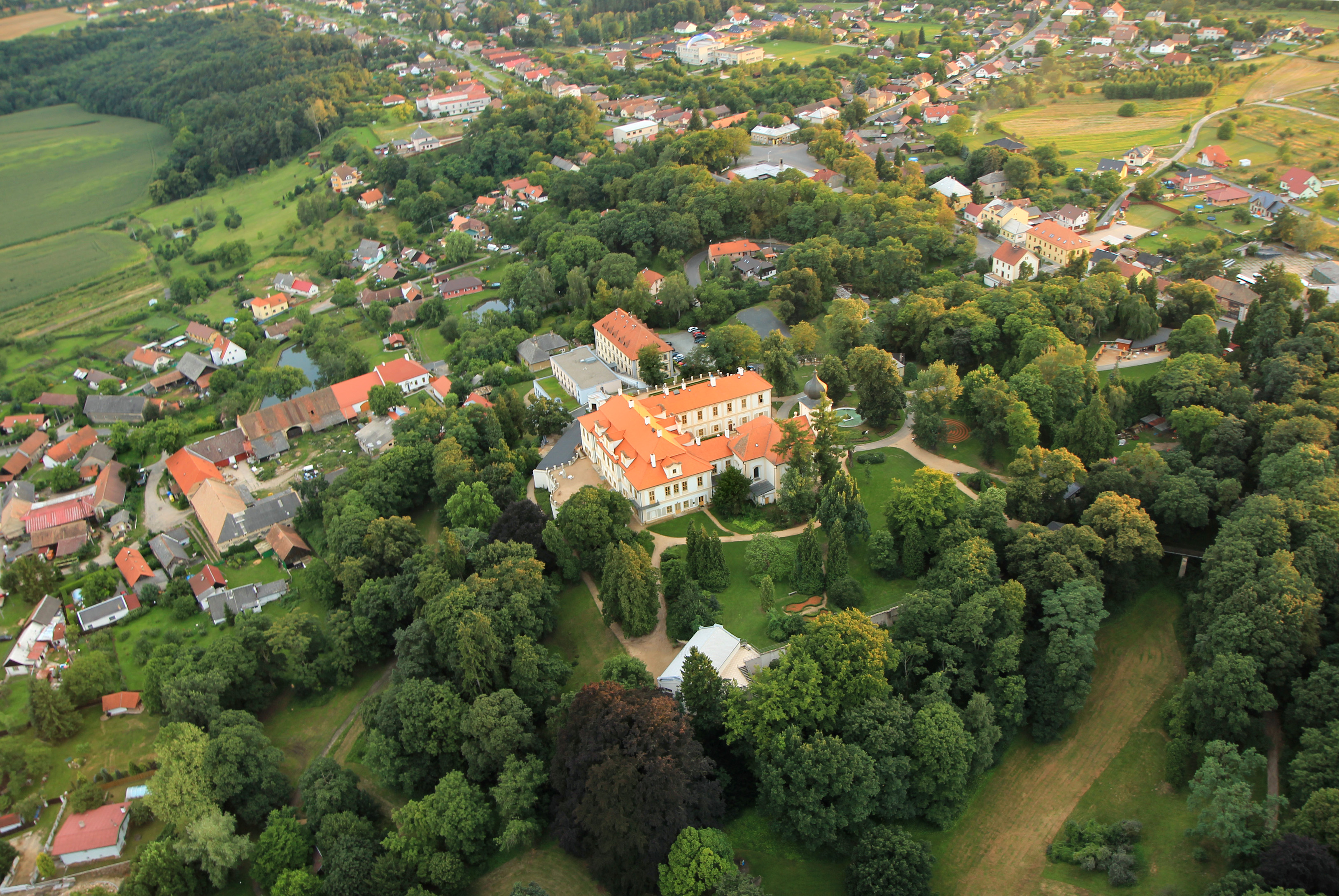
Letecký pohled na zámek a kostel v Loučeni

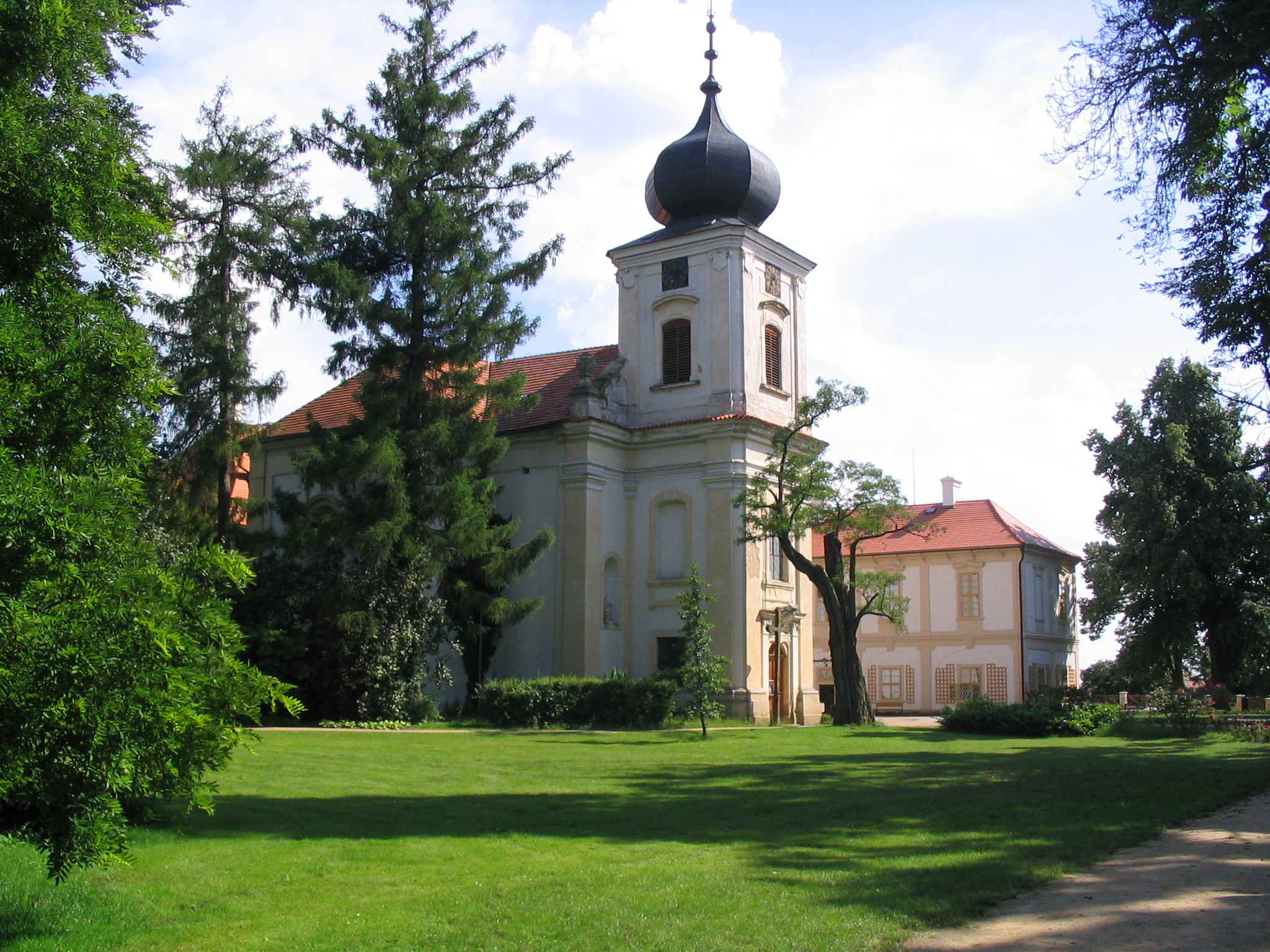
Zámecký kostel v Loučeni z boku

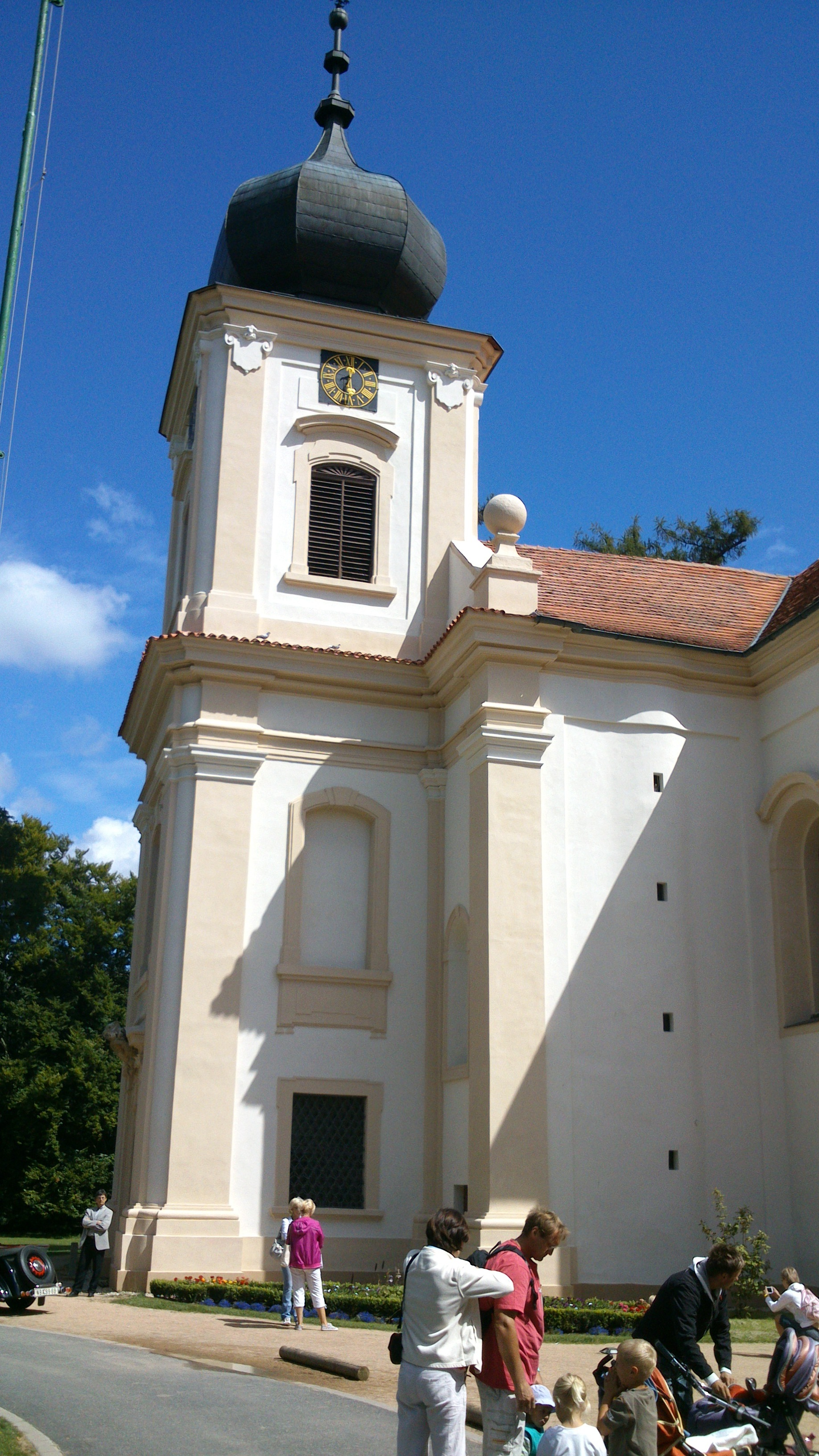
Věž loučeňského kostela Nanebevzetí P. Marie

Kostel je ve východním křídle zámku v Loučeni. Je dílem F. M. Kaňky z let 1710–1713.

## Bohoslužby
Pravidelné bohoslužby se konají v sobotu s nedělní platností v 16 a v pátek v 16 hodin.

## Architektura
Jedná se o centrální stavbu na křížovém půdorysu, kterou doplňuje při severní straně hlavního portálu hranolová věž, která byla upravená v roce 1848. Stěny člení lizény, pravoúhlá okna se šambránami doplňují prohnuté římsy. Věž má jónské pilastry na zaoblených nárožích.
Střední část stavby je završena plochou kupolí. Křídla (ramena stavby) mají křížové klenby. Kostel byl vymalován v 19. století.

## Zařízení
Zařízení pochází z období výstavby kostela. Hlavní oltář má rozlehlou architekturu s obrazem Nanebevzetí Panny Marie. Pochází snad z okruhu Petra Brandla. Jsou na něm sochy sv. Václava, sv. Víta a andělů. Jedná se snad o dílo od Jana Oldřicha Mayera. Tři boční oltáře s obrazy sv. Karla Boromejského z roku 1746 a Smrti sv. Josefa pocházejí z 19. století. Třetí obraz je snad dílem A. Brauna.

## Okolí kostela
Kolem zámku a kostela je anglický park z 1. poloviny 19. století se dvěma rybníky. V parku jsou sochy s antickými motivy: Aenea odnášejícího otce z Tróje a zřejmě Únosu Proserpiny. Jedná se o barokní díla z období kolem roku 1700. Na faře je kopie byzantské ikony ze 17. a 18. století. V obci se nachází několik soch: sv. Jana Nepomuckého s reliéfy svatojánské legendy na soklu, která pochází ze 40. let 18. století. U farské zahrady stojí socha sv. Prokopa z poloviny 18. století. Na náměstí je socha sv. Jana Nepomuckého z 1. poloviny 18. století.
Na kraji lesa při silnici do Vlkavy je kaplička svaté Rodiny. V ní je obraz Pouť svaté rodiny do Jeruzaléma od Emanuela Neumanna z roku 1913 a socha archanděla Gabriela z 18. století. V lese asi 2 km severovýchodně od Loučeně u studánky „Boží voda“ a rybníka je výrazný celek empírových pomníků. Jsou jimi: krucifix, kamenný pomník knížete K. A. Fürstenberka († 1799) a sloup s přílbou na paměť Karla z Fürstenberka z roku 1796. Pomníky pocházejí většinou ze začátku 19. století a jsou dílem umělců z okruhu Josefa Malínského nebo Václava Prachnera. Celek je pozoruhodným zejména v romantickém sepětí krajiny a památků.